# Liste der Naturdenkmale im Kreis Olpe
Die Liste der Naturdenkmale im Kreis Olpe nennt die Listen der in den Städten und Gemeinden im Kreis Olpe in Nordrhein-Westfalen gelegenen Naturdenkmale.
| Stadt/Gemeinde | Liste                                  |
| -------------- | -------------------------------------- |
| Attendorn      | Liste der Naturdenkmale in Attendorn   |
| Drolshagen     | Liste der Naturdenkmale in Drolshagen  |
| Finnentrop     | Liste der Naturdenkmale in Finnentrop  |
| Kirchhundem    | Liste der Naturdenkmale in Kirchhundem |
| Lennestadt     | Liste der Naturdenkmale in Lennestadt  |
| Olpe           | Liste der Naturdenkmale in Olpe        |
| Wenden         | Liste der Naturdenkmale in Wenden      |